# Charlotte Guillard
Charlotte Guillard (c. 1489 -1557) fue una impresora francesa, la primera mujer impresora importante de la que se conoce su biografía. Guillard trabajó en la famosa imprenta Soleil d'O desde 1502 hasta su muerte. Annie Parent la describió su como una de las "notables de la calle Saint-Jacques", la calle de París donde se encontraba la imprenta. Llegó a ser uno a de los impresores más importantes del Barrio Latino. Como mujer, trabajó oficialmente con su propio nombre durante sus dos periodos de viudedad, es decir entre 1519–20, y 1537–57. Aunque no fue la primera mujer impresora ya que es posterior a Anna Rugerin de Augsburgo (1484) y a Anna Fabri de Estocolmo (1496), sí fue la primera impresora de mujer con una carrera significativamente conocida.

## Biografía

### Primeros años
Guillard nació probablemente a finales de los años 1480 en París, Francia. Su nombre aparece escrito a veces Guillart y en libros latinos figura como Carola Guillard. Sus padres eran Jacques Guillard y Guillemyne Saney. Se desconocen las profesiones de sus padres, así como su estado social o el lugar de residencia de la familia. Tuvieron muchas conexiones con la provincia de Maine en Francia. Por lo que parece probable que hubiera nacido allí en vez de París. Guillard Hubo al menos tres y posiblemente cuatro hermanas y un hermano.

### Primera etapa
Guillard Mostró interés en el negocio de impresión tan temprano como 1500 cuando era todavía una adolescente. Se casó con el impresor Berthold Rembolt en 1502. Su primer marido trabajó con el primer impresor francés Ulrich Gering. Su negocio de impresión fue tan bien que usaron sobre un hotel pequeño para albergar a su familia y empleados.
Rembolt Murió en 1519. Los oficios y las actividades en el París del XVI estaban regulados por el sistema de gremios. Normalmente las mujeres no tenían permitido poseer un negocio, sin embargo podían regentar el negocio de su marido tras su fallecimiento. Guillard se encargó de la administración del taller de impresión de su marido después de su muerte. Realizando las labores de corrección de sus publicaciones latinas. Sus trabajos estuvieron reconocidos para su belleza y exactitud. Se forjó una reputación de exactitud con la que consiguió del Obispo de Verona el encargo para publicar sus trabajos. Se asociada frecuentemente con sucuñado Guillaume des Boys.

### Segunda etapa
En 1520 Guillard se casó con Claude Chevallon, un librero que también publicó libros teológicos. De aquí en adelante, Guillard fue conocida como «Madame Chevallon». Enviudó por segunda vez en 1537. Tras lo que, Madame Chevallon dirigió su negocio de impresión personalmente. Su negocio era significativo: poseía cuatro o cinco prensas de impresión con entre 12 y 25 empleados y un almacén de 13000 libros. Proveía al alumnado, profesionales o clientela religiosa, a menudo imprimó libros anti protestantes, publicó en latín y en griego.
Murió probablemente en 1557.
Más de 400 bibliotecas en todo el mundo tienen libros impresos por Guillard. Hay más de 200 publicaciones diferentes por Guillard disponibles en todo el mundo.

## Obras principales
- Los trabajos de los Padres
- Jacques Toussain (Jacobus Tusanus), Lexicon  Graecolatinum (1552)[7]
- Louis Lassere, La Vie de Monseigneur Sainct Hierosme (1541) (anteriormente impreso por Josse Bade ca. 1529)
- La lista de trabajos imprimió por Charlotte Guillard (en Copac)